# Gouverneur de Koror
La fonction de gouverneur de Koror est créée par l’article VII, section 1 de la constitution de l'État éponyme.

## Historique
La constitution de Koror est entrée en vigueur le 21 octobre 1983, toutefois l'ensemble des dispositions constitutionnelles ne commencent pas à s'appliquer uniformément. Ainsi, la date limite prévue pour les premières élections fut le 11 novembre 1997 et les nouveaux élus devaient entrer en fonction le 14 janvier 1998.
Entre octobre 1983 et début 1998, les dispositions relatives au poste de gouverneur n'étaient pas appliqué et, par conséquent le gouvernement de Koror était dirigé non pas par le gouverneur mais par un administrateur exécutif. 

## Éligibilité
Pour être éligible aux fonctions de gouverneur, il faut :
- être un citoyen de Koror (et donc également citoyen des Palaos) ;
- avoir au moins 30 ans au moment des élections ;
- avoir résidé dans l’État pour au moins 2 ans avant les élections.

## Fonctions
Les fonctions du gouverneur sont les suivantes :
- « faire appliquer et exécuter les lois du gouvernement de l’État de Koror » ;
- « distribuer les fonds conformément à la loi sur le budget, lever et collecter les taxes et percevoir les autres sources de revenues conformément à la loi » ;
- « préparer le budget de l’État et le soumettre à la Législature » ;
- « recruter, embaucher et superviser le personnel de soutien de l'administration » ;
- « approuver [...] ou désapprouver et renvoyer pour reconsidération toutes les lois [qui lui sont transmis après] la deuxième lecture » ;
- « le gouverneur peut réduire ou apposer son « véto ligne par ligne » à tout montant prévu dans les lois budgétaires » ;
- « le gouverneur doit négocier et approuver les principaux accords d’État et contrats, dès lors qu'il a été approuvé par la Législature » ; et
- les responsabilités additionnelles qui lui sont attribuées conformément à une disposition législative.

## Gouverneurs successifs
| Nom                     | Début de mandat         | Fin de mandat           | Remarques               |
| Administrateur exécutif | Administrateur exécutif | Administrateur exécutif | Administrateur exécutif |
| ----------------------- | ----------------------- | ----------------------- | ----------------------- |
| Yutaka Miller Gibbons   | Octobre 1983            | 1985                    |                         |
| John C. Gibbons         | 1985                    | 1997                    |                         |
| Gouverneur              |                         |                         |                         |
| John C. Gibbons         | 1998                    | 2006                    |                         |
| Yositaka Adachi         | 2006                    | 9 janvier 2018          |                         |
| Franco B. Gibbons       | 9 janvier 2018          | 11 janvier 2022         |                         |
| Eyos Rudimch            | 11 janvier 2022         | en cours                |                         |

## Sources